# Мінералізація
Мінералізація (рос. минерализация, англ. mineralisation, нім. Mineralisierung f, Mineralisation f) –
- 1) В рудній геології і металогенії — процеси відкладення рудної речовини мінералотвірними агентами (рудоносними розчинами, флюїдами, газами, розплавами) з утворенням різних мінералів у вигляді вкрапленості, прожилків та ін. виділень у мінералізованих породах.

- 2) Речовина, відкладена в результаті процесу М.

- 3) Насичення ґрунту мінеральними солями.

- 4) Природний (за допомогою мікроорганізмів) або штучний розклад органічних і неорганічних сполук, наприклад, відходів життєдіяльності біокомплексу, зокрема людини, на прості мінеральні сполуки — воду, аміак, сульфати, нітрати, оксиди різних металів, мінеральні солі.

- 5) У гідрохімії і гідрогеохімії — загальний ваговий вміст у воді розчинених мінеральних речовин. Величина, або міра, М. води вимірюється експериментально певним сухим (щільним) залишком або сумою йонів, сумою розчинених мінеральних речовин (йонів і недисоційованих сполук) або обчислюється за даними аналізу сухого залишку.

- 6) Біомінералізація — синтез неорганічних кристалічних або аморфних мінералоподібних речовин живими організмами. Серед мінералів, синтезованих біологічно — флуороапатит, магнетит (Fe3O4), кальцій карбонат (CaCO3).

НЕОМІНЕРАЛІЗАЦІЯ, (рос. неоминерализация, англ. neomineralization, нім. Neomineralisation f) — кристалізація нових мінералів за рахунок старих нестійких.
СТАДІЯ МІНЕРАЛІЗАЦІЇ — в мінералогії — відрізок часу, протягом якого утворилися мінеральні комплекси в межах одного й того самого родовища. Одна стадія мінералізації відділяється від іншої перервою в мінералоутворенні, яка найчастіше виражається у вигляді тектонічних проявів.